# Anticlericalisme
S'entén per anticlericalisme aquelles actituds o idees que van des de la crítica a les institucions eclesiàstiques o persones concretes del clergat fins a atacs contra la religió en si mateix, tot i que no necessàriament han d'anar unides. És l'antípoda del clericalisme.
Als Països Catalans l'anticlericalisme fou un fenomen social de primera magnitud fins a l'arribada de la dictadura franquista el 1939. Des de llavors ha anat perdent agressivitat i avui dia fins i tot ha desaparegut a conseqüència de la indiferència religiosa i també gràcies a l'evolució dels sectors més joves i oberts del cristianisme que comprenen les raons de les problemàtiques socials que es viuen actualment.

## Història de l'anticlericalisme als Països Catalans
Al llarg de la història s'han produït diversos fenòmens d'anticlericalisme, sempre relacionats amb processos de canvis polítics, socials i econòmics molt determinats. Als països llatins es va manifestar en diverses ocasions, però sempre de manera local i amb característiques pròpies.

### Edat Medieval
A través de moltes obres de la literatura culta i popular de l'època ens han arribat episodis d'anticlericalisme protagonitzats tant per laics com clergues denunciant la corrupció dels vots del clergat catòlic i també criticant les desigualtats econòmiques dins de la mateixa Església. Un clar exemple fou el llibre de la Disputa de l'ase, escrit per Anselm Turmeda el 1417, que trasllueix una certa actitud anticlerical al descriure una sèrie de costums contraris als valors que se suposaven al clergat regular, com ara la golafreria, l'enveja, la mandra, l'avarícia…
Altres obres de fora del nostre àmbit lingüístic foren, per exemple, els populars fabliaux francesos, les sàtires escrites per Giovanni Boccaccio el segle XIV, o el Libro del buen amor de l'arxiprest d'Hita Juan Ruiz.

### Edat Moderna
També gràcies a literatura ens arriben notícies d'aquesta època, sobretot a través dels goigs populars que parodiaven els religiosos. Un dels molts exemples eren uns Goigs de Sant Salvi de Santa Coloma de Farners que parlant del seu convent caputxí deien:
Nostra clausura és tan gran 

que no es pot aponderar. 

Les noies fins a la celda mos venen a visitar; 

nos ensenyen a ballar hasta la xinxirinxina. 

Vulgueu-nos donar, Sant Salvi, 

pa blanc i vi de marina. 

Però els més reivindicatius sovint els trobem en aquelles poblacions sota la jurisdicció d'un monestir (Poblet, Ripoll…) que molt sovint vivien en un context de plets judicials creuats per les rendes que uns negaven i els altres exigien.
L'antiga oposició de la gent al pagament del delme a l'Església també va generar episodis diversos d'anticlericalisme.

### Edat Contemporània

#### Causes
Malgrat tot fou durant l'edat contemporània quan l'anticlericalisme es va manifestar tal com l'entenem avui. En primer lloc les idees més avançades de l'enciclopedisme juntament amb l'esclat violent de la Revolució Francesa el 1789 i els anys posteriors escamparen l'anticlericalisme als Països Catalans, tot i el control que practicava encara la Inquisició. En segon lloc el clergat sempre es va inclinar majoritàriament per les posicions més conservadores a favor de l'antic règim social i l'absolutisme polític. Les tensions entre absolutistes i liberals esclataren durant les primeres tres dècades del segle xix. En alguns casos locals aquest enfrontament ideològic simplement va radicalitzar les tradicionals tensions antimonàstiques de l'època anterior desembocant en autèntics tumults, com ara el saqueig del monestir de Poblet el 1822 per la població local.
A banda de les motivacions polítiques també cal tenir en compte que l'erosió progressiva de l'Església ja havia començat a la darreria del segle xviii: El creixement demogràfic d'aquells temps posà a prova la seva incapacitat per donar resposta a les problemàtiques socials creixents que tradicionalment havien estat competència seva, com ara l'assistència dels necessitats i l'educació; amb l'agreujant d'una crisi econòmica que s'accentuà a partir del 1808.

#### Explosió de l'anticlericalisme

##### Segle XIX
En els seus primers temps el liberalisme (sobretot el més intel·lectual) no era pas anticlerical, fet que es comprovava en el confessionalisme sincer de les constitucions de 1812 i de 1837, o l'existència de diversos clergues liberals o si més no il·lustrats que advocaven per una reforma de les estructures de l'Església i la depuració de la religiositat. No obstant això, la majoria del clergat (i sobretot el regular) es va decantar sempre per l'absolutisme i el tradicionalisme per mantenir l'ordre de l'antic règim: Perillaven els seus privilegis fiscals i jurídics; perillava el delme; volien evitar els projectes liberals desamortitzadors; i pretenien mantenir l'estat lluny dels afers de l'assistència social, tradicionalment en mans de l'Església. Aquesta va procurar finançar els moviments absolutistes i molts mossens aprofitaven els sermons dominicals per difamar del liberalisme. Alguns clergues participaren activament en els aixecaments del 1822, en les revoltes malcontents del 1827, i sobretot foren actius en la primera guerra carlina. Fins i tot alguns guerrejaren com a membres i capitans d'algunes partides. A les ciutats els liberals (membres de certs sectors de la burgesia i diversos menestrals) respongueren també augmentant llur hostilitat contra l'Església des de la premsa i la literatura.

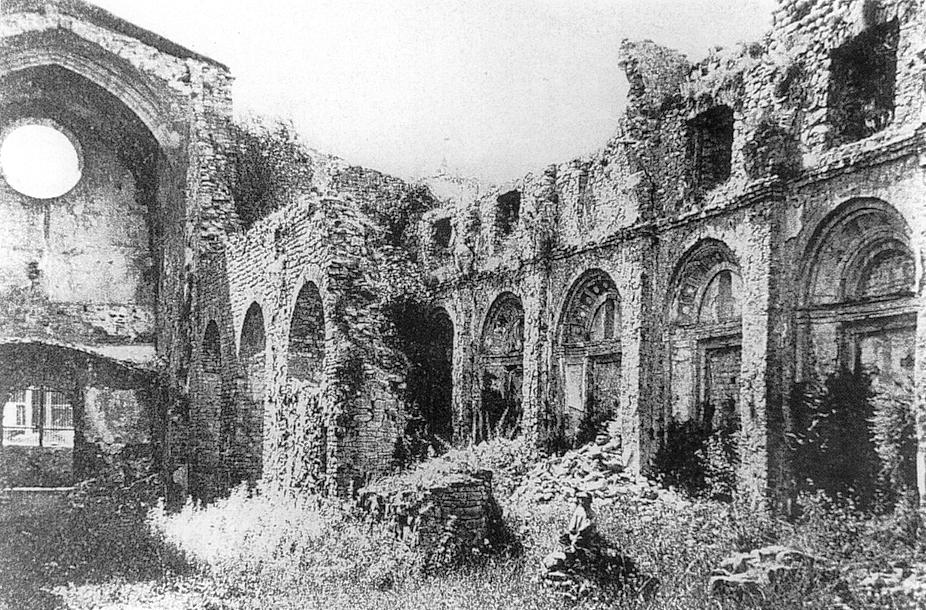
El monestir de Ripoll fou destruït el 1835 i poc abans de la restauració del 1886 presentava un aspecte enrunat.

Les primeres accions violentes pròpiament anticlericals explotaren a finals del Trienni Liberal quan s'assassinaren diversos clergues. Amb el retorn de l'absolutisme el 1823 l'episcopat feu una gran depuració dels sectors liberals del clergat català, decantant definitivament l'Església catalana cap a les posicions més conservadores. Però fou amb la bullanga de 1835 quan tingué lloc la gran "crema de convents" i l'assassinat d'alguns frares. Aquest fet va catalitzar el posterior procés d'exclaustració de moltes comunitats monàstiques i la desamortització dels seus béns, aprovada per les Corts el 1836 i el 1837, suprimint la majoria de comunitats (a Catalunya 193). En aquell moment a Mallorca s'enderrocaren diverses esglésies i convents entre 1835 i 1837. Aquests fets traumatitzaren el catolicisme i foren la causa que amb el temps aparegués una historiografia clericalista preocupada per reconstruir la seva memòria històrica.
A la meitat del segle xix l'Església es resistia encara a adaptar-se als profunds canvis socials que s'estaven produint: la industrialització de l'economia, les migracions del camp a la ciutat, el boom urbanístic i la proletarització de la massa obrera urbana. Paral·lelament els avenços científics del moment l'anaven relegant cada cop més en els àmbits del coneixement, fet que contribuir al seu descrèdit entre la població urbana i també, progressivament, la rural, així com entre els sectors intel·lectuals més moderns de la burgesia. Al llarg de tota la segona meitat del segle a València es visqueren diversos episodis generalment contra els jesuïtes de la ciutat, els quals per exemple foren expulsats durant els tumults revolucionaris del 1868. Però a diferència del primer terç del segle, les actituds clericals anaven dirigides cada cop més no només contra el clergat regular (els frares) sinó també contra el secular (capellans). A Catalunya, l'auge de moviments secularistes com el republicanisme federalista o l'anarquisme foren els principals promotors de l'anticlericalisme a través de la seva premsa, sovint exacerbada per l'actitud carrinclona i confessional de l'estat espanyol que lliurava plenament a l'Església les funcions educatives, sobretot a partir de la restauració borbònica el 1876. A banda dels episodis de violència anticlerical, també hi hagué un seguit d'accions quotidianes d'una intensitat molt menor protagonitzats per sectors populars: interrupcions dels rosaris de l'aurora, obstacles al carrer per impedir les processons, saquejos d'edificis de l'Església, promiscus banquets de festa durant el divendres sant, certs enterraments civils…
Finalment cal esmentar també l'anticlericalisme exercit per grups de la ultradreta catòlica al llarg de l'últim quart de segle xix, els quals atacaren i injuriaren aquells sacerdots i fins i tot bisbes que consideraven liberals o progressistes i que anomenaven "mestissos". També foren molt agressius contra els locals de les impremtes satíriques de l'època.

##### Segle XX

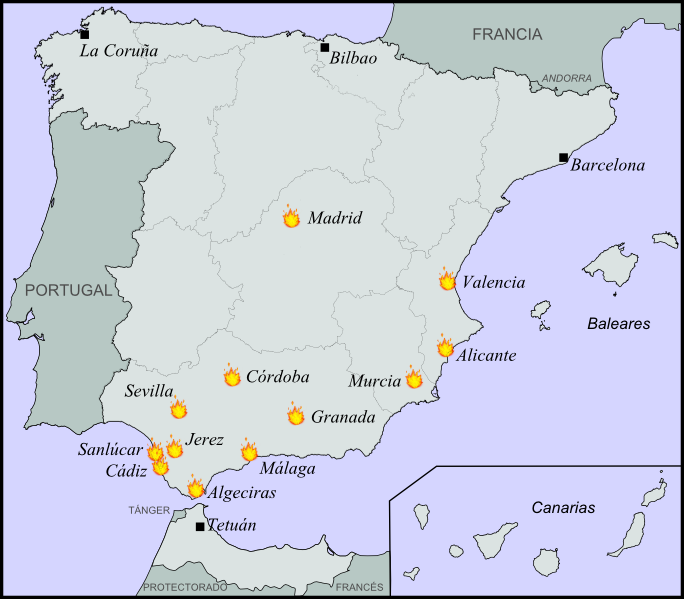
Cremes de convents el 1931.

Ja al segle xx es produïren de nou grans i violentes explosions anticlericals a casa nostra. A Barcelona Alejandro Lerroux abanderà l'anticlericalisme a través dels seus discursos demagògics i del seu diari "El Progreso", però sense una pràctica revolucionària real. A València tingué una gran influència política Blasco Ibáñez, qui també expressà el seu anticlericalisme en obres com "La araña negra" i "Viva la República" i la seva activitat política.
La primera explosió violenta del nou segle fou també a Barcelona el 1909 durant la que fou anomenada la Setmana Tràgica, quan de nou es cremaren convents, s'assassinaren religiosos i fins i tot s'inhumaren cadàvers. Tot i que l'origen d'aquella revolta era la negativa dels obrers catalans a participar d'unes lleves forçoses per la campanya del 1909 al Marroc, la base de les ires populars era l'anticlericalisme. Amb la proclamació de la segona república el 1931 l'Església catòlica va deixar de tenir el favor de l'estat espanyol i se suspengué el model de relacions vigent fins llavors (regulat encara pel Concordat de 1851): la nova constitució va declarar l'estat oficialment aconfessional, deixant la religió en el terreny de les opcions individuals i privades. Posteriorment una altra explosió anticlerical tindria lloc durant la Guerra Civil a un bàndol republicà desbordat per la violència cenetista-faista, sobretot els primers mesos.

#### Cronologia de l'anticlericalisme contemporani
- 1820-1823: Assassinat d'alguns religiosos durant el Trienni Liberal.
- 1835: Bullanga a Barcelona que va incendiar nombrosos convents urbans i va assassinar alguns frares.
- 1835 - 1837: Demolició de convents i esglésies a Mallorca.[1]
- 1868: Expulsió de jesuïtes a València.[1]
- 1890: Saqueig de la casa dels jesuïtes a València.[1]
- 1894: A València s'agrediren pelegrins que marxaven cap a Roma.[1]
- 1909: Setmana Tràgica a Barcelona, es cremen convents, s'assassinen dos frares (i un retor mor asfixiat pel fum al soterrani de la seua parròquia)[4] i s'exhumen cadàvers.
- 1931: Crema d'alguns convents durant uns dies del mes de maig, acabada de proclamar la Segona República Espanyola.
- 1936: Esclat de la guerra civil. Assassinats indiscriminats de capellans a la zona republicana, desbordada per la violència revolucionària de la CNT-FAI.

#### La premsa anticlerical de finals del XIX i principis del XX
Les jerarquies eclesiàstiques intentaren respondre prohibint i fent tancar nombrosos periòdics de sàtira popular. A Catalunya alguns d'aquests foren: Lo Borinot; La Vespa. Periòdic satíric per la gent com cal (1882-85); Lo Martell (1883); Lo Fuet (1882); Lo Bon Catòlic (1883); Lo Crit de Pàtria (1886-88)... A Mallorca va durar un cert temps "El Áncora" (1880-1900), que fou prohibit pel bisbe Pere Joan Campins i es va haver de substituir per "La Verdad" i poc després per "El Verdadero". A València hi hagué nombroses publicacions satíriques: El Mole de Josep Maria Bonilla en alguna ocasió donà un toc d'atenció les institucions religioses; així com El Pare Mulet, el Bou Solt i el clarament anticlerical La Reforma Social (bilingüe). Després del canvi de segle es va reduir el nombre d'aquestes publicacions a causa l'actitud implacable dels bisbes. A banda d'aquests periòdics també hi va haver sempre la premsa anarquista que expressava també el seu anticlericalisme, com per exemple les diverses iniciatives no només anticlericals sinó també antireligioses de Josep Llunas: La Teula (1880), La Teula Barcelonina (1880), el setmanari La Tramontana (1881-1896)… A un nivell més general les col·leccions de les editorials Sempere i Prometeo foren presents entre les classes populars de tots els Països Catalans propagant les idees anticlericals i antireligioses.
Al segle xx a Barcelona el lerrouxisme expressava la seva demagògia anticlerical a través del diari "El Progresso". Un diari molt semblant era "El Diluvio". Del mateix estil eren els diaris valencians "El Pueblo", blasquista, i "El Mercantil Valenciano", republicà. A les Balears hi trobem el diari republicà "El Ideal", el lerrouxista "La Justicia" i el periòdic "El Obrero Balear", el qual mantingué una famosa polèmica amb el manacorí "Aurora". Però altre cop fou la premsa satírica la més activa i la que deixà més record en capçaleres històriques: Els catalans La Campana de Gràcia i L'Esquella de la Torratxa; la publicació setmanal mallorquina Es Puput; i a València una de les publicacions més populars va ser La Traca. Ja amb la segona república aquesta última passà a editar-se en castellà, i feu un cert furor el periòdic anticlerical mallorquí Foc i Fum. L'editor de La Traca, Vicent Miguel Carceller, també va imprimir nombrosos opuscles anticlericals i antireligiosos amb títols com ara "La bárbara lujuria de la clerecía", "La ridícula Virgen María", Sermó de Quaresma…